# Браян Ласме
Браян Ласме (фр. Bryan Lasme, нар. 14 листопада 1998, Монтобан, Франція) — французький футболіст, нападник німецького клубу «Шальке 04».

## Ігрова кар'єра

### Клубна
Займатися футболом Браян Ласме почав у своєму рідному місті Монтобан. У 2014 році він приєднався до молодіжної команди клубу «Сошо». З 2015 року Браян почав грати за другу команду «Сошо» у Національному дивізіоні 2. В ході сезону 2016/17 відбувся дебют Ласме на професійному рівні. У матчі Ліги 2 проти «Клермона» нападник вийшов на заміну в кінці матчу. Тоді ж, усічні 2017 року він підписав з клубом перший професійний контракт.
Сезон 2018/19 Ласме провів в оренді у нижчоліговому «Шоле». Після повернення з оренди футболіст ще два сезони грав у складі «Сошо».
Влітку 2021 року Ласме перебрався до сусіднбо Німеччини, де приєднався до клубу Бундесліги «Аомінія» з Білефельда. За результатами сезону його клуб вилетів з вищого дивізіону і наступний сезон Ласме провів вже у Другій Бундеслізі. А липні 2023 року футболіст на правах ільного агенту перейшов до іншого клубу Другої Бундесліши «Шальке 04», з яким підписав контракт на чотири роки.

### Збірна
У 2018 році Браян Ласме провів три гри у складі збірної Франції (U-20).